# KYOKO KOIZUMI TOUR 2024 BALLAD CLASSICS
KYOKO KOIZUMI TOUR 2024 BALLAD CLASSICS（キョウコ・コイズミ・ツアー・ニセンニジュウヨン・バラード・クラッシクス）は、日本の歌手小泉今日子のコンサート・ツアー。このツアーは2024年の秋から冬にかけて開催された。

## 概要
- KYOKO KOIZUMI TOUR 2024 BALLAD CLASSICSは小泉今日子がアルバム「Ballad Classics」「Ballad Classics II」「Ballad Classics III」を中心に、バイオリンや管楽器が楽器編成に加わった全国ツアー。[1]
- 本ツアーからカーボンオフセットプロジェクトを始動させる。本ライブでのテーマは「会場から出る CO2 をできるかぎりゼロにしよう」である。[2]
- 小泉は、このツアーのことを小泉今日子のバラードを略して「コイバラ」と呼んでいる。
- 各会場にはフォトセッション用のパネルが用意され、多くの会場では小泉に直筆と思われるポップが貼られていた。
- セットも含め舞台を意識しており、ライブの途中には15分の休憩を設けている。
- ガザの詩人リフアト・アライール（Refaat Alareer）氏が空爆で亡くなる前に作られた詩「If I must die」を朗読。

## 小泉今日子からのコメント
今年は「BALLAD CLASSICS」と題して、全国をまわります。
今回はバイオリンと管楽器を入れて、
これまでとは違う大人っぽくしっとりとしたコンサートにしていきたいと思っています。
素敵な楽曲たちと綺麗な音楽をお届けしますので、
ぜひ足をお運びいただけたらうれしいです。

## セットリスト[3]
| 曲名                              | バラードクラッシクス Vol. | オリジナル曲アルバム or シングル |
| --------------------------------- | ------------------------- | -------------------------------- |
| Flapper                           | BCⅠ                       | Flapper                          |
| 今をいじめて泣かないで            | BCⅡ                       | Betty                            |
| 小泉今日子はブギウギブギ          | -                         | Nice Middle                      |
| 寝ながら書いたラブ・レター        | -                         | Phantasien                       |
| Smile Again                       | BCⅠ                       | 23rdシングル                     |
| 魔女                              | BCⅠ                       | 16thシングル                     |
| Kiss                              | BCⅡ                       | 21stシングルB面                  |
| あなたがいた季節                  | BCⅢ                       | Afropia                          |
| 100%                              | -                         | Koizumi Chansonnier              |
| たとえばフォーエバー              | BCⅡ+1                     | 26thシングルC/W                  |
| 休憩                              |                           |                                  |
| 月の夜のシ・ア・ワ・セ            | -                         | Best Of Kyong King               |
| 今年最後のシャーベット            | BCⅡ                       | Hippies                          |
| samida-rain                       | -                         | Nice Middle                      |
| ハッピーバースデー                | -                         | -                                |
| サーチライト                      | BCⅢ                       | Phantasien                       |
| 木枯しに抱かれて(Another Version) | BCⅠ                       | 20thシングル                     |
| 優しい雨                          | BCⅢ                       | 34thシングル                     |
| きのみ                            | BCⅢ                       | 厚木I.C.                         |
| En                                |                           |                                  |
| 恋のブギ・ウギ・トレイン          | -                         | -                                |
| The Stardust Memory(Slow Version) | BCⅠ                       | 13thシングル                     |

## ツアー日程[1]
2024年10月26日から2024年12月21日、全国16都市21公演。
| 日付（2024年） | 都道府県 | 会場                                |
| -------------- | -------- | ----------------------------------- |
| 10月26日       | 神奈川県 | KAAT神奈川芸術劇場ホール            |
| 10月27日       | 神奈川県 | KAAT神奈川芸術劇場ホール            |
| 10月30日       | 新潟県   | りゅーとぴあ・劇場                  |
| 11月2日        | 東京都   | THEATER MILANO-Za                   |
| 11月3日        | 東京都   | THEATER MILANO-Za                   |
| 11月4日        | 東京都   | THEATER MILANO-Za                   |
| 11月6日        | 大阪府   | 梅田芸術劇場シアター・ドラマシティ  |
| 11月7日        | 大阪府   | 梅田芸術劇場シアター・ドラマシティ  |
| 11月11日       | 広島県   | JMSアステールプラザ大ホール         |
| 11月12日       | 岡山県   | 岡山芸術創造劇場ハレノワ中劇場      |
| 11月22日       | 宮崎県   | 都城市総合文化ホール 大ホール       |
| 11月24日       | 鹿児島県 | 宝山ホール                          |
| 11月27日       | 北海道   | 札幌市教育文化会館(大ホール)        |
| 12月1日        | 福島県   | いわき芸術文化交流館アリオス 中劇場 |
| 12月6日        | 香川県   | サンポートホール高松・大ホール      |
| 12月7日        | 福岡県   | キャナルシティ劇場                  |
| 12月8日        | 福岡県   | キャナルシティ劇場                  |
| 12月12日       | 京都府   | ロームシアター京都メインホール      |
| 12月17日       | 石川県   | 金沢市文化ホール                    |
| 12月19日       | 愛知県   | 愛知県芸術劇場 大ホール             |
| 12月21日       | 山形県   | シェルターなんようホール            |

## バンドメイト[4]
- ヴォーカル: 小泉今日子
- ベース&バンドマスター: 上田ケンジ
- ギター: 松岡モトキ
- ドラム&パーカッション: 松原"マツキチ"寛
- キーボード: 渡辺シュンスケ
- キーボード: sugarbeans(香川、福岡、愛知公演のみ）
- バイオリン: 向島ゆり子
- 木管&ブラス: YOKAN
- コーラス: 稲泉りん
- コーラス: ヤマグチヒロコ (神奈川、東京公演のみ)

（出典:
)